# Сташкевич, Владимир Петрович
Владимир Петрович Сташкевич (30 марта 1930, Новосибирск — 30 декабря 1984, Ростов-на-Дону) — советский борец классического стиля, чемпион и призёр чемпионатов СССР и мира, Заслуженный мастер спорта СССР (1955), Заслуженный тренер РСФСР.

## Биография

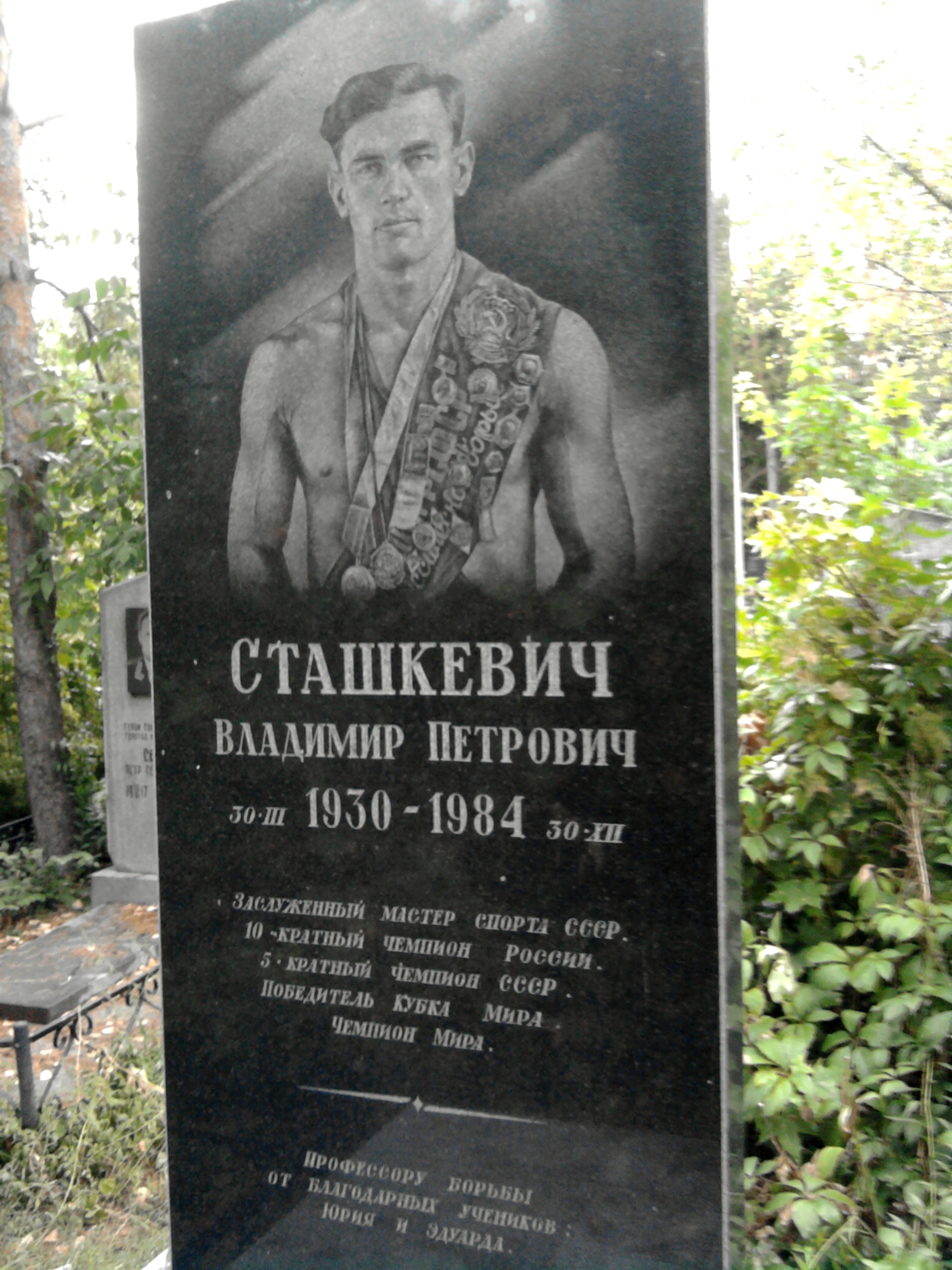
Памятник на могиле Владимира Петровича Сташкевича

Родился 30 марта 1930 года в Новосибирске. Увлёкся борьбой в 1946 году. В 1951 году выполнил норматив мастера спорта СССР. Участвовал в двенадцати чемпионатах СССР (1950—1961). В 1953—1961 годах был членом сборной команды страны. Завершил спортивную карьеру в 1961 году. Судья всесоюзной категории (1979).
Умер 30 декабря 1984 года в Ростове-на-Дону от цирроза печени. На доме по адресу улица Красноармейская, 144, где он жил, установлена мемориальная доска.
Автор книги «На коврах четырёх континентов».

## Спортивные результаты
- Чемпионат СССР по классической борьбе 1951 года — ;
- Чемпионат СССР по классической борьбе 1952 года — ;
- Чемпионат СССР по классической борьбе 1953 года — ;
- Чемпионат СССР по классической борьбе 1954 года — ;
- Чемпионат СССР по классической борьбе 1955 года — ;
- Чемпионат СССР по классической борьбе 1957 года — ;
- Чемпионат СССР по классической борьбе 1958 года — ;
- Классическая борьба на летней Спартакиаде народов СССР 1959 года — ;
- Чемпионат СССР по классической борьбе 1960 года — ;
- Чемпионат СССР по классической борьбе 1961 года — .

## Награды
- Орден «Знак Почёта» (27.04.1957) — «за успехи, достигнутые в деле развития массового физкультурного движения в стране, повышения мастерства советских спортсменов, и успешное выступление на международных соревнованиях»